# 우뭇가사리과
우뭇가사리과(Gelidiaceae)는 진정홍조강 우뭇가사리목에 속하는 홍조식물과의 하나이다. 7속 158종으로 이루어져 있다. 우뭇가사리(Gelidium amansii) 등을 포함하고 있다.

## 하위 속
- 새발속 (Acanthopeltis)
- Beckerella
- Capreolia
- Gelidiophycus
- 우뭇가사리속 (Gelidium)
- Ptilophora
- Yatabella